# Куртамыш (приток Тобола)
Куртамы́ш — река в Российской Федерации, протекающая по Альменевскому и Куртамышскому муниципальным округам Курганской области. Устье реки находится в 816 км по левому берегу реки Тобол. Длина реки составляет 124 км. Площадь водосборного бассейна — 2350 км².
Высота устья — около 74 метров над уровнем моря.

## Этимология
На картах 1792[уточнить] и 1800 года[уточнить] река носит название «Курта».
Из топонимического словаря Евгения Михайловича Поспелова следует что гидроним связан с тюркским антропонимом Куртамыш (сравнивается с Тохтамыш). Также возможно, что корень слова образован из тюркского курт (корт) — «червяк, извилистый», то есть Куртамыш — «извилистая [река]».
Река дало своё название городу Куртамыш.

## Данные водного реестра
По данным государственного водного реестра России относится к Иртышскому бассейновому округу, водохозяйственный участок реки — Тобол от впадения реки Уй до города Курган, речной подбассейн реки — Тобол. Речной бассейн реки — Иртыш.
Код объекта в государственном водном реестре — 14010500312111200002211.

## Населённые пункты
- д. Фроловка (нежил.)
- с. Долговка
- д. Сорокино
- с. Жуково
- д. Верхнее
- с. Сычево
- г. Куртамыш
- д. Кочарино
- с. Нижнее
- д. Малетино
- д. Коновалова
- с. Обанино
- д. Кислое
- д. Приречная
- д. Ярки
- д. Курмыши
- д. Грызаново
- с. Закоулово

## Притоки
- Берёзовка, 84 км от устья у д. Верхнее